# Dru Joyce
Dru Joyce III (* 29. Januar 1985 in Akron, Ohio) ist ein US-amerikanischer Basketballtrainer und ehemaliger -spieler. Nach einem Studium in seiner Heimatstadt spielte er zwölf Jahre Basketball in Europa, bevor er 2019 seine Karriere beendete. Der Point Guard setzte sich mit 1714 Assists in der Liste der besten Vorlagengeber der Basketball-Bundesliga auf den zweiten Platz.

## Karriere

### Spieler
In der High School spielte er u. a. zusammen mit LeBron James (dessen Trauzeuge er später war) in einer Mannschaft und gewann dort die nationale Meisterschaft. Während seines Studiums spielte Joyce für die Mannschaft der University of Akron in der NCAA Division I. Bei den Zips war er nach seinem Rookiejahr drei Spielzeiten lang bester Vorlagengeber und erreichte über vier Saisons neben mehr als 1000 erzielten Punkten zudem mehr als 500 Assists, womit er sich in der ewigen Bestenliste der Vorlagengeber der Hochschulmannschaft an die Spitze setzte.
Nach seinem Studium wurde er zusammen mit seinem gleichaltrigen Mannschaftskameraden Romeo Travis vom deutschen Bundesligisten Ratiopharm Ulm verpflichtet. Nach zwei Saisons trennten sich die Wege der langjährigen Mannschaftskameraden, als Travis zum Ligakonkurrenten Walter Tigers Tübingen wechselte, während Joyce einen Vertrag im polnischen Włocławek unterschrieb. Nach einer Spielzeit in der Polska Liga Koszykówki kehrte er 2010 in die Bundesliga zurück und unterschrieb einen Vertrag bei TBB Trier. Im Juni 2011 verlängerte Joyce seinen Vertrag in Trier um ein weiteres Jahr.
Zur Saison 2012/13 wechselte Joyce innerhalb der Liga und unterschrieb einen bis 2014 geltenden Vertrag bei den EWE Baskets Oldenburg. Es kam zu keiner Einigung über eine Vertragsverlängerung, Joyce und der Verein trennten sich im Sommer 2014. Joyce nahm im August 2014 ein Angebot der Basketball Löwen Braunschweig an, die kurzfristig einen Ersatz für den verletzten Zygimantas Janavicius suchten. Die Verpflichtung des Spielmachers wurde in Braunschweig als Glücksgriff eingeordnet. Joyce war in seinem Braunschweiger Jahr der Spieler der Niedersachsen mit der durchschnittlich meisten Einsatzzeit (32 Minuten je Begegnung) und erreichte mit sechs Korbvorlagen je Begegnung einen weiteren Mannschaftsspitzenwert, der gleichzeitig ligaweit der zweithöchste Wert war. In Braunschweig spielte Joyce an der Seite weiterer US-Amerikaner mit langjähriger Bundesliga-Erfahrung, Derrick Allen und Immanuel McElroy. Man schloss die Bundesliga-Hauptrunde 2014/15 als Tabellenneunter ab.
Nach einem Jahr in Braunschweig konnte sich Joyce mit den Verantwortlichen nicht auf eine Vertragsverlängerung einigen und wechselte zum Aufsteiger s.Oliver Baskets nach Würzburg. Dort erhielt er einen Einjahresvertrag. In der Saison 2015/2016 wurde Joyce als Starter beim BBL All-Star Game am 9. Januar 2016 in der Bamberger Brose Arena gewählt. Für Joyce bedeutet es die erste All-Star-Teilnahme. Gleichzeitig wurde er zum ersten Würzburger Spieler, der beim All-Star Spiel in der Anfangsaufstellung stand. Am 15. Januar 2016 wurde Joyce mit 1322 Assists der Spieler in der Bundesliga-Geschichte, der die meisten Korbvorlagen gegeben hat, wurde jedoch am 25. Februar 2017 von seinem Landsmann Jared Jordan überflügelt. 
Im Sommer 2016 trennten sich die Wege von Kapitän Joyce und den Würzburgern nach dem ersten Jahr. Joyce wechselte zu Zmoki Minsk, ehe er im März 2017 nach Deutschland zurückkehrte und beim FC Bayern München einen Vertrag bis zum Saisonende 2016/17 unterschrieb. Am Ende der Saison verließ er Deutschland und schloss sich dem AS Monaco in der französischen Ligue Nationale de Basket an. Nachdem er lediglich sechs Spiele für die Monegassen bestritten hatte, wechselte er bis zum Saisonende zum Ligarivalen Limoges CSP.
Anfang September 2018 kehrte er nach Deutschland zurück und erhielt beim Bundesligisten Science City Jena einen Zweimonatsvertrag, den er dann bis zum Ende der Saison verlängerte. Mit 10,1 Punkten und 6,3 Korbvorlagen pro Spiel war er ein Leistungsträger bei den Saalestädtern, konnte den Abstieg am Saisonende jedoch nicht verhindern.

### Trainer
Im August 2019 gab er das Ende seiner Spielerlaufbahn bekannt und wechselte als Trainerassistent an die Cleveland State University. Er arbeitete drei Jahre für die Hochschulmannschaft, Anfang Mai 2022 wechselte er in den Trainerstab der Duquesne University. Dort wurde er Mitarbeiter von Cheftrainer Keith Dambrot, unter dem Joyce selbst gespielt hatte. Ende März 2024 verkündete Duquesne Joyce als neuen Cheftrainer.

## Saisonstatistiken
| Saison  | Team         | GP | MPG   | PPG  | RPG | APG | SPG | BPG |
| ------- | ------------ | -- | ----- | ---- | --- | --- | --- | --- |
| 2014/15 | Braunschweig | 33 | 32.10 | 12.3 | 3.2 | 6.0 | 0.9 | 0.0 |
| 2015/16 | Würzburg     | 34 | 32.30 | 11.3 | 2.5 | 6.9 | 0.9 | 0.1 |
| 2016/17 | Minsk        | 18 | 36.26 | 14.2 | 3.8 | 6.4 | 1.7 |     |
| 2017    | München      |    |       |      |     |     |     |     |